# اس‌تی‌اس-۶۱-بی
اس‌تی‌اس-۶۱-بی (انگلیسی: STS-61-B) یکی از مأموریت‌های برنامه شاتل‌های فضایی بود که در تاریخ ۲۷ نوامبر ۱۹۸۵ از پایگاه فضایی کندی به فضا پرتاب شد. این مأموریت حدوداً یک هفته‌ای توسط شاتل آتلانتیس انجام گرفت و طی آن علاوه بر قرار دادن سه ماهواره مخابراتی در فضا، فضانوردان شاتل ساخت یک سازه فضایی را در شرایط بی وزنی تمرین کردند.

## نگارخانه

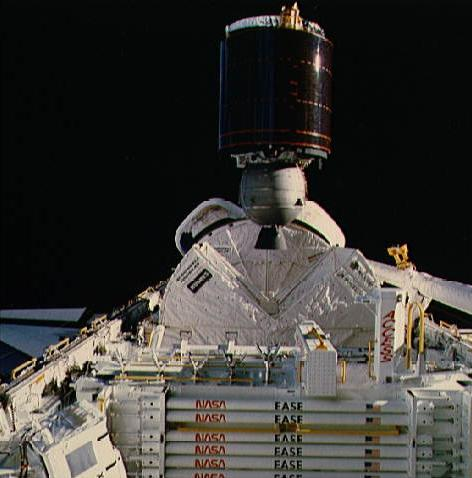
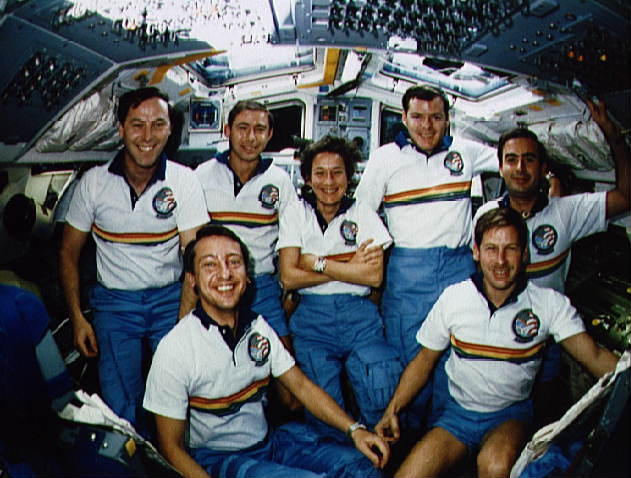
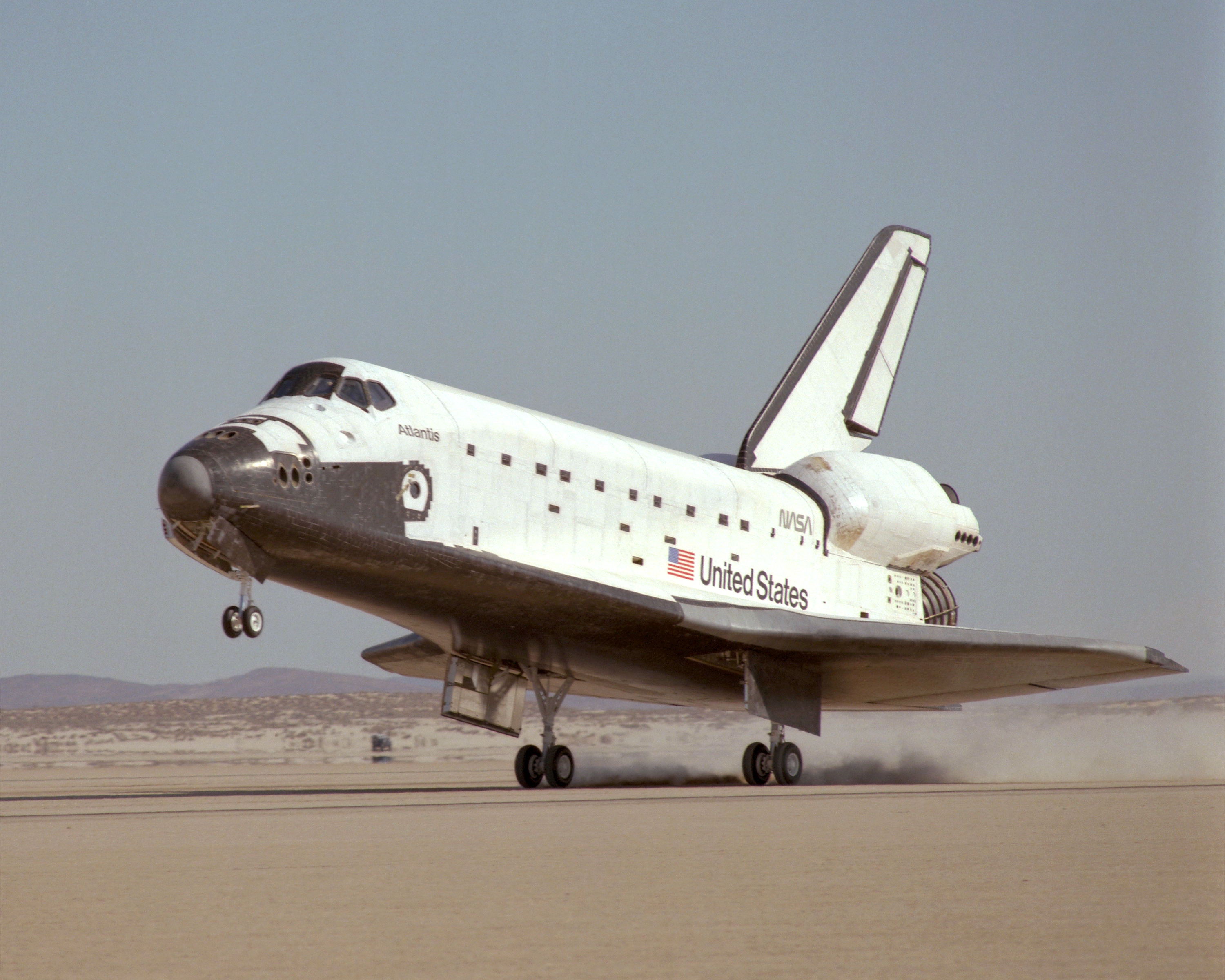